# Stade Rennais Football Club 2012-2013
Questa voce raccoglie le informazioni riguardanti lo Stade Rennais Football Club nelle competizioni ufficiali della stagione 2012-2013.

## Stagione
Il Rennes chiuse la stagione al 13º posto in classifica. L'avventura nella Coupe de la Ligue 2012-2013 terminò in finale, dove arrivò la sconfitta per 1-0 contro il Saint-Étienne. Nella Coupe de France 2012-2013, invece, l'eliminazione avvenne ai trentaduesimi di finale, per mano del Lens.
Il calciatore più utilizzato in stagione fu Julien Féret, con 43 presenze (37 in campionato, una nella Coupe de France e 5 nella Coupe de la Ligue). I migliori marcatori furono Romain Alessandrini, Mevlüt Erdinç e lo stesso Féret, tutti a 13 reti tra campionato e coppe.

## Maglie e sponsor
Lo sponsor tecnico per la stagione 2012-2013 fu Puma, mentre lo sponsor ufficiale fu Samsic. La maglia casalinga era rossa con maniche nere, pantaloncini neri e calzettoni neri e rossi. Quella da trasferta era completamente bianca, con una striscia orizzontale nera sulla maglietta. La terza era totalmente nera, con inserti bianchi.
| Casa | Trasferta | Terza divisa |

## Rosa
| N. |                         | Ruolo | Calciatore                |
| -- | ----------------------- | ----- | ------------------------- |
| 1  | Francia (bandiera)      | P     | Benoît Costil             |
| 2  | Francia (bandiera)      | D     | Kévin Théophile-Catherine |
| 3  | Francia (bandiera)      | D     | Chris Mavinga             |
| 4  | Nigeria (bandiera)      | D     | Onyekachi Apam            |
| 6  | Francia (bandiera)      | C     | Alou Diarra               |
| 6  | Norvegia (bandiera)     | C     | Alexander Tettey          |
| 7  | Burkina Faso (bandiera) | C     | Jonathan Pitroipa         |
| 8  | Francia (bandiera)      | C     | Julien Féret              |
| 9  | Turchia (bandiera)      | A     | Mevlüt Erdinç             |
| 10 | Guinea (bandiera)       | A     | Sadio Diallo              |
| 11 | Francia (bandiera)      | A     | Jirès Kembo Ekoko         |
| 12 | Nigeria (bandiera)      | C     | Ejike Uzoenyi             |
| 12 | Togo (bandiera)         | C     | Abdoulrazak Boukari       |
| 13 | Camerun (bandiera)      | D     | Jean-Armel Kana-Biyik     |
| 14 | Camerun (bandiera)      | C     | Jean Makoun               |
| 16 | Francia (bandiera)      | P     | Abdoulaye Diallo          |
| 17 | Francia (bandiera)      | C     | Yann M'Vila               |

| N. |                         | Ruolo | Calciatore          |
| -- | ----------------------- | ----- | ------------------- |
| 18 | Mali (bandiera)         | C     | Cheick Diarra       |
| 19 | Francia (bandiera)      | C     | Romain Alessandrini |
| 20 | Ghana (bandiera)        | D     | John Mensah         |
| 20 | Algeria (bandiera)      | C     | Yacine Brahimi      |
| 21 | Colombia (bandiera)     | A     | Víctor Montaño      |
| 22 | Norvegia (bandiera)     | C     | Anders Konradsen    |
| 22 | Marocco (bandiera)      | D     | Yassine Jebbour     |
| 23 | RD del Congo (bandiera) | D     | Hérita Ilunga       |
| 24 | Francia (bandiera)      | D     | Dimitri Foulquier   |
| 25 | Ghana (bandiera)        | D     | John Boye           |
| 26 | Francia (bandiera)      | C     | Vincent Pajot       |
| 27 | Senegal (bandiera)      | A     | Abdoulaye Sané      |
| 28 | Francia (bandiera)      | A     | Abdoulaye Doucouré  |
| 29 | Francia (bandiera)      | D     | Romain Danzé        |
| 30 | Senegal (bandiera)      | P     | Cheick N'Diaye      |
| 33 | Francia (bandiera)      | D     | Steven Moreira      |
| 33 | Francia (bandiera)      | C     | Axel Ngando         |

## Calciomercato

### Sessione estiva(dal 01/07 al 31/08)
| Acquisti | Acquisti            | Acquisti      | Acquisti   |
| R.       | Nome                | da            | Modalità   |
| -------- | ------------------- | ------------- | ---------- |
| C        | Jean Makoun         | Aston Villa   | prestito   |
| C        | Romain Alessandrini | Clermont Foot | definitivo |
| A        | Sadio Diallo        | Bastia        | definitivo |

| Cessioni | Cessioni            | Cessioni        | Cessioni   |
| R.       | Nome                | a               | Modalità   |
| -------- | ------------------- | --------------- | ---------- |
| P        | Abdoulrazak Boukari | Wolverhampton   | definitivo |
| P        | Johann Carrasso     | Metz            | prestito   |
| D        | Kader Mangane       | Al-Hilal        | definitivo |
| C        | Yacine Brahimi      | Granada         | prestito   |
| C        | Stéphane Dalmat     |                 | svincolato |
| C        | Tongo Doumbia       | Wolverhampton   | prestito   |
| C        | Kamal Issah         | Nordsjælland    | definitivo |
| C        | Alexander Tettey    | Norwich City    | definitivo |
| A        | Youssouf Hadji      | Al-Arabi        | definitivo |
| A        | Franck Julienne     | Vannes          | prestito   |
| A        | Jirès Kembo Ekoko   | Al-Ain          | definitivo |
| A        | John Verhoek        | FSV Francoforte | prestito   |

### Sessione invernale(dal 01/01 al 31/01)
| Acquisti | Acquisti         | Acquisti     | Acquisti   |
| R.       | Nome             | da           | Modalità   |
| -------- | ---------------- | ------------ | ---------- |
| D        | Hérita Ilunga    |              | svincolato |
| D        | John Mensah      |              | svincolato |
| C        | Alou Diarra      | West Ham Utd | prestito   |
| C        | Anders Konradsen | Strømsgodset | definitivo |

| Cessioni | Cessioni        | Cessioni      | Cessioni   |
| R.       | Nome            | a             | Modalità   |
| -------- | --------------- | ------------- | ---------- |
| D        | Yassine Jebbour | Nancy         | prestito   |
| C        | Tongo Doumbia   | Wolverhampton | definitivo |
| C        | Yann M'Vila     | Rubin         | definitivo |

## Risultati

### Ligue 1

#### Girone di andata
| Arbitro: | Rainville (Nîmes) |

|  |           |              |
|  | Marcatori | 16’ Gourcuff |

| Arbitro: | Chapron (Flers) |

|              |           |  |
| Obraniak 75’ | Marcatori |  |

| Arbitro: | Bastien (Épinal) |

|                                          |           |                        |
| Alessandrini 22’ Pitroipa 40’ Erdinç 85’ | Marcatori | 28’ Marque 75’ Marchal |

| Arbitro: | Thual (Brest) |

|                                       |           |           |
| Morel 35’ Gignac 84’ Danzé 90’ (aut.) | Marcatori | 57’ Féret |

| Arbitro: | Lesage (Falaise) |

|              |           |                 |
| Pitroipa 71’ | Marcatori | 23’, 43’ Traoré |

| Arbitro: | Bien (Chambéry) |

|                            |           |                         |
| Ben Yedder 24’ Ahamada 90’ | Marcatori | 10’ Pitroipa 65’ Erdinç |

| Arbitro: | Rainville (Nîmes) |

|                            |           |  |
| Féret 64’ Alessandrini 75’ | Marcatori |  |

| Arbitro: | Millot (Châtenay-Malabry) |

|  |           |           |
|  | Marcatori | 7’ Erdinç |

| Arbitro: | Gautier (Seclin) |

|                       |           |                     |
| Makoun 13’ Erdinç 52’ | Marcatori | 69’ (rig.) Belhanda |

| Arbitro: | Kalt (Colmar) |

|                           |           |  |
| Aubameyang 21’ Cohade 49’ | Marcatori |  |

| Arbitro: | Turpin (Oullins) |

|            |           |  |
| Erdinç 41’ | Marcatori |  |

| Arbitro: | Lesage (Falaise) |

|           |           |                                          |
| Zenke 50’ | Marcatori | 21’ Erdinç 74’ Alessandrini 84’ Pitroipa |

| Arbitro: | Fautrel (Avranches) |

|          |           |                            |
| Nenê 21’ | Marcatori | 14’ Alessandrini 35’ Féret |

| Arbitro: | Bastien (Épinal) |

|  |           |              |
|  | Marcatori | 79’ Dhaouadi |

| Arbitro: | Castro (Lione) |

|                       |           |                                         |
| Nivet 24’ Darbion 41’ | Marcatori | 48’ Alessandrini 82’ Féret 89’ Pitroipa |

| Arbitro: | Gautier (Seclin) |

|                            |           |                            |
| Féret 62’ Alessandrini 69’ | Marcatori | 71’ Lesoimier 79’ Benschop |

| Arbitro: | Rainville (Nîmes) |

|               |           |  |
| Cvitanich 66’ | Marcatori |  |

| Arbitro: | Duhamel (Rouen) |

|                       |           |  |
| Féret 5’ Pitroipa 71’ | Marcatori |  |

| Arbitro: | Buquet (Amiens) |

|                     |           |                                                   |
| Mutu 2’ Diawara 42’ | Marcatori | 17’ (rig.), 72’ Féret 44’ Alessandrini 60’ Diarra |

#### Girone di ritorno
| Arbitro: | Moreira (Belfort) |

|  |           |                         |
|  | Marcatori | 57’ Gouffran 66’ Saivet |

| Arbitro: | Moreira (Belfort) |

|  |           |                             |
|  | Marcatori | 34’ Alessandrini 61’ Erdinç |

| Arbitro: | Chapron (Flers) |

|                                          |           |                         |
| Théophile-Catherine 59’ Alessandrini 88’ | Marcatori | 38’ A. Ayew 83’ J. Ayew |

| Arbitro: | Varela (Dunkerque) |

|                           |           |                       |
| Jouffre 31’ Aliadière 80’ | Marcatori | 56’ Erdinç 90’ Ngando |

| Arbitro: | Ennjimi (Casablanca) |

|                             |           |  |
| Alessandrini 79’ Erdinç 84’ | Marcatori |  |

| Arbitro: | Cailleux (San Quintino) |

|                              |           |  |
| Mavinga 24’ (aut.) Payet 61’ | Marcatori |  |

| Arbitro: | Bien (Chambéry) |

|                     |           |                     |
| Boye 34’ Makoun 88’ | Marcatori | 21’ Sio 56’ Corchia |

| Arbitro: | Millot (Châtenay-Malabry) |

|                       |           |  |
| Hilton 75’ Camara 86’ | Marcatori |  |

| Arbitro: | Kalt (Colmar) |

|                     |           |                          |
| Danzé 44’ Féret 51’ | Marcatori | 45’ Mollo 65’ Aubameyang |

| Arbitro: | Moreira (Belfort) |

|            |           |  |
| Fofana 32’ | Marcatori |  |

| Arbitro: | Cailleux (San Quintino) |

|  |           |                      |
|  | Marcatori | 45’ Ayasse 89’ Bakar |

| Arbitro: | Ennjimi (Casablanca) |

|  |           |                           |
|  | Marcatori | 56’ Ménez 90’ Ibrahimović |

| Arbitro: | Lesage (Falaise) |

|                                                   |           |                    |
| Kana-Biyik 2’ Bérigaud 34’ Ninković 79’ Sagbo 83’ | Marcatori | 22’ Féret 69’ Boye |

| Arbitro: | Duhamel (Rouen) |

|                  |           |                         |
| Féret 31’ (rig.) | Marcatori | 5’ Bahebeck 27’ Bréchet |

| Arbitro: | Jaffredo (Vannes) |

|  |           |                          |
|  | Marcatori | 28’ Doucouré 37’ Montaño |

| Arbitro: | Bastien (Épinal) |

|  |           |                                        |
|  | Marcatori | 52’, 71’ (rig.) Cvitanich 84’ Bauthéac |

| Arbitro: | Thual (Brest) |

|                                         |           |              |
| Melikson 39’ Rose 68’ Lala 83’ Saez 90’ | Marcatori | 30’ Pitroipa |

| Arbitro: | Cailleux (San Quintino) |

|            |           |            |
| Erdinç 45’ | Marcatori | 5’ Diawara |

| Arbitro: | Kalt (Colmar) |

|                              |           |  |
| López 23’ (rig.) Grenier 69’ | Marcatori |  |

### Coupe de la Ligue
| Arbitro: | Castro (Lione) |

|                                  |           |                         |
| Alessandrini 16’ Erdinç 27’, 47’ | Marcatori | 14’ Bakar 84’ Moukandjo |

| Arbitro: | Ennjimi (Casablanca) |

|                  |           |  |
| Alessandrini 18’ | Marcatori |  |

| Arbitro: | Cailleux (San Quintino) |

|                              |           |          |
| Pitroipa 8’ Alessandrini 88’ | Marcatori | 22’ Jean |

| Arbitro: | Lannoy (Boulogne-sur-Mer) |

|                     |           |  |
| Féret 7’ Erdinç 51’ | Marcatori |  |

| Arbitro: | Buquet (Amiens) |

|             |           |  |
| Brandão 18’ | Marcatori |  |

### Coupe de France
| Arbitro: | Millot (Châtenay-Malabry) |

|                                             |           |           |
| Lemoigne 28’ Théophile-Catherine 87’ (aut.) | Marcatori | 81’ Féret |

## Statistiche

### Statistiche di squadra
| Competizione      | Punti | In casa | In casa | In casa | In casa | In casa | In casa | In trasferta | In trasferta | In trasferta | In trasferta | In trasferta | In trasferta | Totale | Totale | Totale | Totale | Totale | Totale | DR  |
| Competizione      | Punti | G       | V       | N       | P       | Gf      | Gs      | G            | V            | N            | P            | Gf           | Gs           | G      | V      | N      | P      | Gf     | Gs     | DR  |
| ----------------- | ----- | ------- | ------- | ------- | ------- | ------- | ------- | ------------ | ------------ | ------------ | ------------ | ------------ | ------------ | ------ | ------ | ------ | ------ | ------ | ------ | --- |
| Ligue 1           | 46    | 19      | 6       | 5       | 8       | 23      | 27      | 19           | 7            | 2            | 10           | 25           | 32           | 38     | 13     | 7      | 18     | 48     | 59     | -11 |
| Coupe de France   | -     | 0       | 0       | 0       | 0       | 0       | 0       | 1            | 0            | 0            | 1            | 2            | 1            | 1      | 0      | 0      | 1      | 2      | 1      | +1  |
| Coupe de la Ligue | -     | 4       | 4       | 0       | 0       | 8       | 3       | 1            | 0            | 0            | 1            | 0            | 1            | 5      | 4      | 0      | 1      | 8      | 4      | +4  |
| Totale            | -     | 23      | 10      | 5       | 8       | 31      | 30      | 21           | 7            | 2            | 12           | 27           | 34           | 44     | 17     | 7      | 20     | 58     | 64     | -6  |

### Statistiche dei giocatori
| Giocatore              | Ligue 1  | Ligue 1 | Ligue 1     | Ligue 1    | Coupe de France+Coupe de la Ligue | Coupe de France+Coupe de la Ligue | Coupe de France+Coupe de la Ligue | Coupe de France+Coupe de la Ligue | Coppe europee | Coppe europee | Coppe europee | Coppe europee | Altre coppe | Altre coppe | Altre coppe | Altre coppe | Totale   | Totale | Totale      | Totale     |
| Giocatore              | Presenze | Reti    | Ammonizioni | Espulsioni | Presenze                          | Reti                              | Ammonizioni                       | Espulsioni                        | Presenze      | Reti          | Ammonizioni   | Espulsioni    | Presenze    | Reti        | Ammonizioni | Espulsioni  | Presenze | Reti   | Ammonizioni | Espulsioni |
| ---------------------- | -------- | ------- | ----------- | ---------- | --------------------------------- | --------------------------------- | --------------------------------- | --------------------------------- | ------------- | ------------- | ------------- | ------------- | ----------- | ----------- | ----------- | ----------- | -------- | ------ | ----------- | ---------- |
| R. Alessandrini        | 22       | 10      | 2           | 0          | 0+4                               | 0+3                               | 0                                 | 0                                 | ?             | ?             | ?             | ?             | ?           | ?           | ?           | ?           | 26+      | 13+    | 2+          | 0+         |
| O. Apam                | 11       | 0       | 0           | 0          | 1+3                               | 0                                 | 0+1                               | 0                                 | ?             | ?             | ?             | ?             | ?           | ?           | ?           | ?           | 15+      | 0+     | 1+          | 0+         |
| A. Boukari             | 0        | 0       | 0           | 0          | 0                                 | 0                                 | 0                                 | 0                                 | ?             | ?             | ?             | ?             | ?           | ?           | ?           | ?           | 0+       | 0+     | 0+          | 0+         |
| J. Boye                | 24       | 2       | 7           | 1          | 0+3                               | 0                                 | 0                                 | 0                                 | ?             | ?             | ?             | ?             | ?           | ?           | ?           | ?           | 27+      | 2+     | 7+          | 1+         |
| Y. Brahimi             | 0        | 0       | 0           | 0          | 0                                 | 0                                 | 0                                 | 0                                 | ?             | ?             | ?             | ?             | ?           | ?           | ?           | ?           | 0+       | 0+     | 0+          | 0+         |
| B. Costil              | 37       | 0       | 0           | 1          | 0+5                               | 0                                 | 0                                 | 0                                 | ?             | ?             | ?             | ?             | ?           | ?           | ?           | ?           | 42+      | 0+     | 0+          | 1+         |
| R. Danzé               | 32       | 1       | 1           | 0          | 1+4                               | 0                                 | 0                                 | 0                                 | ?             | ?             | ?             | ?             | ?           | ?           | ?           | ?           | 37+      | 1+     | 1+          | 0+         |
| A. Diallo              | 0        | 0       | 0           | 0          | 1+1                               | 0                                 | 0                                 | 0                                 | ?             | ?             | ?             | ?             | ?           | ?           | ?           | ?           | 2+       | 0+     | 0+          | 0+         |
| S. Diallo              | 35       | 0       | 4           | 0          | 1+2                               | 0                                 | 0                                 | 0                                 | ?             | ?             | ?             | ?             | ?           | ?           | ?           | ?           | 38+      | 0+     | 4+          | 0+         |
| A. Diarra              | 12       | 0       | 1           | 0          | 0                                 | 0                                 | 0                                 | 0                                 | ?             | ?             | ?             | ?             | ?           | ?           | ?           | ?           | 12+      | 0+     | 1+          | 0+         |
| A. Doucouré            | 4        | 1       | 0           | 0          | 0                                 | 0                                 | 0                                 | 0                                 | ?             | ?             | ?             | ?             | ?           | ?           | ?           | ?           | 4+       | 1+     | 0+          | 0+         |
| A. Sané                | 15       | 0       | 1           | 0          | 0+2                               | 0                                 | 0                                 | 0                                 | ?             | ?             | ?             | ?             | ?           | ?           | ?           | ?           | 17+      | 0+     | 1+          | 0+         |
| M. Erdinç              | 32       | 10      | 1           | 1          | 1+4                               | 0+3                               | 0                                 | 0                                 | ?             | ?             | ?             | ?             | ?           | ?           | ?           | ?           | 37+      | 13+    | 1+          | 1+         |
| J. Féret               | 37       | 11      | 0           | 0          | 1+5                               | 1+1                               | 0                                 | 0                                 | ?             | ?             | ?             | ?             | ?           | ?           | ?           | ?           | 43+      | 13+    | 0+          | 0+         |
| D. Foulquier           | 15       | 0       | 2           | 1          | 0+2                               | 0                                 | 0                                 | 0                                 | ?             | ?             | ?             | ?             | ?           | ?           | ?           | ?           | 17+      | 0+     | 2+          | 1+         |
| H. Ilunga              | 5        | 0       | 0           | 0          | 0                                 | 0                                 | 0                                 | 0                                 | ?             | ?             | ?             | ?             | ?           | ?           | ?           | ?           | 5+       | 0+     | 0+          | 0+         |
| Y. Jebbour             | 5        | 0       | 0           | 1          | 1+2                               | 0                                 | 0                                 | 0                                 | ?             | ?             | ?             | ?             | ?           | ?           | ?           | ?           | 8+       | 0+     | 0+          | 1+         |
| J. Kana-Biyik          | 30       | 0       | 3           | 1          | 0+4                               | 0                                 | 0+1                               | 0                                 | ?             | ?             | ?             | ?             | ?           | ?           | ?           | ?           | 34+      | 0+     | 4+          | 1+         |
| A. Konradsen           | 6        | 0       | 0           | 0          | 0                                 | 0                                 | 0                                 | 0                                 | ?             | ?             | ?             | ?             | ?           | ?           | ?           | ?           | 6+       | 0+     | 0+          | 0+         |
| V. Montaño             | 10       | 1       | 1           | 0          | 0                                 | 0                                 | 0                                 | 0                                 | ?             | ?             | ?             | ?             | ?           | ?           | ?           | ?           | 10+      | 1+     | 1+          | 0+         |
| J. Makoun              | 28       | 2       | 4           | 1          | 0+4                               | 0                                 | 0                                 | 0                                 | ?             | ?             | ?             | ?             | ?           | ?           | ?           | ?           | 32+      | 2+     | 4+          | 1+         |
| C. Mavinga             | 27       | 0       | 5           | 1          | 1+3                               | 0                                 | 1+0                               | 0                                 | ?             | ?             | ?             | ?             | ?           | ?           | ?           | ?           | 31+      | 0+     | 6+          | 1+         |
| J. Mensah              | 4        | 0       | 0           | 0          | 1+1                               | 0                                 | 0                                 | 0                                 | ?             | ?             | ?             | ?             | ?           | ?           | ?           | ?           | 6+       | 0+     | 0+          | 0+         |
| V. Montaño             | 10       | 1       | 1           | 0          | 0                                 | 0                                 | 0                                 | 0                                 | ?             | ?             | ?             | ?             | ?           | ?           | ?           | ?           | 10+      | 1+     | 1+          | 0+         |
| S. Moreira             | 3        | 0       | 1           | 0          | 0                                 | 0                                 | 0                                 | 0                                 | ?             | ?             | ?             | ?             | ?           | ?           | ?           | ?           | 3+       | 0+     | 1+          | 0+         |
| Y. M'Vila              | 16       | 0       | 2           | 0          | 1+3                               | 0                                 | 0                                 | 0                                 | ?             | ?             | ?             | ?             | ?           | ?           | ?           | ?           | 20+      | 0+     | 2+          | 0+         |
| C. N'Diaye             | 2        | 0       | 0           | 0          | 0                                 | 0                                 | 0                                 | 0                                 | ?             | ?             | ?             | ?             | ?           | ?           | ?           | ?           | 2+       | 0+     | 0+          | 0+         |
| A. Ngando              | 4        | 1       | 0           | 0          | 0                                 | 0                                 | 0                                 | 0                                 | ?             | ?             | ?             | ?             | ?           | ?           | ?           | ?           | 4+       | 1+     | 0+          | 0+         |
| V. Pajot               | 27       | 0       | 8           | 0          | 1+5                               | 0                                 | 0+2                               | 0                                 | ?             | ?             | ?             | ?             | ?           | ?           | ?           | ?           | 33+      | 0+     | 10+         | 0+         |
| J. Pitroipa            | 32       | 7       | 2           | 0          | 0+4                               | 0+1                               | 0                                 | 0                                 | ?             | ?             | ?             | ?             | ?           | ?           | ?           | ?           | 36+      | 8+     | 2+          | 0+         |
| A. Sané                | 15       | 0       | 1           | 0          | 0+2                               | 0                                 | 0                                 | 0                                 | ?             | ?             | ?             | ?             | ?           | ?           | ?           | ?           | 17+      | 0+     | 1+          | 0+         |
| A. Tettey              | 0        | 0       | 0           | 0          | 0                                 | 0                                 | 0                                 | 0                                 | ?             | ?             | ?             | ?             | ?           | ?           | ?           | ?           | 0+       | 0+     | 0+          | 0+         |
| K. Théophile-Catherine | 29       | 1       | 3           | 0          | 1+3                               | 0                                 | 0                                 | 0                                 | ?             | ?             | ?             | ?             | ?           | ?           | ?           | ?           | 33+      | 1+     | 3+          | 0+         |
| E. Uzoenyi             | 1        | 0       | 0           | 0          | 0                                 | 0                                 | 0                                 | 0                                 | ?             | ?             | ?             | ?             | ?           | ?           | ?           | ?           | 1+       | 0+     | 0+          | 0+         |